# Nestlé
Nestlé SA (ook wel Société des Produits Nestlé S.A.) is een Zwitsers voedingsmiddelenconcern. Het hoofdkantoor staat in Vevey, Zwitserland.

## Activiteiten
Nestlé produceert (oplos)koffie, bronwater, bouillon, ijs, (chocolade)melk, chocolade, pasta, yoghurt, ontbijtgranen, melkderivaten (zoals melkpoeders), babyvoedsel, farmaceutische producten en dierenvoedsel.
In 2023 realiseerde Nestlé een omzet van ruim CHF 93 miljard. Haar producten worden wereldwijd verkocht en het bedrijf telde in dit jaar 270.000 medewerkers. Bijna de helft van de omzet werd behaald in Noord- en Zuid-Amerika en 25% in de regio Europa. De nettowinst in het jaar was CHF 11,2 miljard.
De aandelen van het bedrijf staan genoteerd op de Swiss Exchange en ADR's zijn genoteerd in de Verenigde Staten. Het maakt onderdeel uit van de SMI aandelenindex en is veruit het grootse bedrijf met een notering op de Zwitserse effectenbeurs en in de aandelenindex. Na Zwitserland zijn de meeste aandeelhouders woonachtig in de Verenigde Staten. Samen houden de aandeelhouders in deze twee landen meer dan 75% van alle Nestlé aandelen.

## Geschiedenis
In 1866 werd de eerste gecondenseerde melkfabriek in Europa geopend door de Anglo-Swiss Condensed Milk Company in   Cham. In 1867 begon de Duitser Henri Nestlé, de uitvinder van een oplosbaar babyvoedsel op basis van melk en granen dat gebruikt kan worden als vervanger van moedermelk, in Vevey. In 1874 opende Anglo-Swiss zijn eerste buitenlandse fabriek in Chippenham en in 1883 deed Nestlé hetzelfde met een fabriek in de buurt van Wenen. In 1905 fuseerden de twee melkbedrijven tot Nestlé & Anglo-Swiss Condensed Milk Company, gevestigd in Cham en Vevey. De combinatie telde toen zo'n 3000 werknemers en telde 20 fabrieken en agentschappen op alle continenten.
Een vriend van Henri, Daniel Peter, heeft met het poeder van gewone melk de melkchocolade uitgevonden en om de afhankelijkheid van melk te verminderen, lanceerde Nestlé in 1905 zijn eigen chocolade. Dit werd gevolgd door de overname van Peter, Cailler, Kohler, Schweizer Schokoladen AG in 1929. In 1938 werd het bedrijf actief in de koffie met de introductie van Nescafé oploskoffie. Na de overname van AG Alimentana veranderde de naam in 1947 in Nestlé-Alimentana AG. Er volgden meer overnames in de voedingssector.
Na de eerste oliecrises begon Nestlé te diversifiëren en betrad markten buiten de voedingssector. In 1974 kocht het een minderheidsbelang in cosmeticabedrijf L'Oréal en drie jaar later volgde Alcon Laboratories.
Vanaf 1977 opereert het bedrijf onder de huidige naam Nestlé. In 2007 beschikte het bedrijf over 480 fabrieken in 86 landen. Er waren toen 276.000 werknemers, waarvan 8500 in Zwitserland. De totale jaaromzet was 108 miljard Zwitserse frank, waarvan 98,5% buiten Zwitserland werd gerealiseerd.
In juni 1988 werd het Britse bedrijf Rowntree Mackintosh Confectionery overgenomen. Er was een andere potentiële koper, maar Nestlé kwam als winnaar uit de strijd met een bod van US$ 4,5 miljard. Het was een grote overname, Rowntree telde destijds zo'n 30.000 medewerkers.
In mei 2018 sloten Starbucks en Nestlé een overeenkomst. Nestlé gaat wereldwijd de producten van Starbucks buiten de filialen van de koffieketen verkopen. Hierbij gaat het uitsluitend om verpakte Starbucks-producten en niet de kant en klare dranken. Voor dit recht betaalt Nestlé eenmalig US$ 7,2 miljard (ruim 6 miljard euro) en betaalt vervolgens ieder jaar royalty's over de verkopen. De verwachting is dat de overeenkomst nog dit jaar afgerond wordt, na goedkeuring van toezichthouders. Eenmaal goedgekeurd gaan zo’n 500 Starbuck medewerkers over naar Nestlé.
Op 19 november 2024 presenteerde Nestlé plannen om de omzetgroei te versnellen. Nestlé is van plan om 9% van de omzet te gebruiken voor reclame en marketing. Verder gaat het bedrijf op andere kosten letten en wil minstens 2,5 miljard Zwitserse frank aan kosten elimineren voor het jaareinde 2027. Verder gaan de watermerken, zoals Perrier, San Pellegrino en Acqua Pana, per 1 januari 2025 op in een zelfstandig bedrijf. De wateractiviteiten hadden in 2023 een omzet van 3,3 miljard Zwitserse frank en is daarmee een zeer kleine activiteit.

### Tijdlijn van overnames, fusies en joint ventures

#### 1866 t/m 1950
- 1866: Oprichting Nestlé door Henri Nestlé
- 1905: Fusie (nr. 1) met Anglo-Swiss Condensed Milk Company
- 1929: Fusie (nr. 2) met Peter, Cailler, Kohler Chocolats Suisses SA
- 1947: Fusie (nr. 3) met Alimentana SA, producent van Maggi
- 1950: Overname (nr. 1) van Crosse & Blackwell

#### 1963 t/m 1977
- 1963: Overname (nr. 2) van Findus
- 1969: Aandeel in Vittel
- 1971: Overname (nr. 3) van Libby's en fusie (nr. 4) met Ursina-Franck
- 1973: Overname (nr. 4) van Stouffer's
- 1974: Aandeel in l'Oréal
- 1977: Overname (nr. 5) van Alcon Laboratories

#### 1981 t/m 1998
- 1981: Joint venture Galderma
- 1985: Overname (nr. 6) van Carnation
- 1988: Overname (nr. 7) van Buitoni-Perugina en overname (nr. 8) van Rowntree
- 1990: Joint venture Cereal Partners Worldwide
- 1991: Joint venture Beverage Partners Worldwide
- 1992: Overname (nr. 9) van Perrier
- 1998: Overname (nr. 10) van San Pellegrino en Spillers Petfoods

#### Sinds 2000
- 2000: Overname (nr. 11) van PowerBar
- 2001: Overname (nr. 12) van Ralston Purina
- 2002: Overname (nr. 13) van Schöller en Chef America
- 2002: Joint ventures Dairy Partners Americas en Laboratories Innéov (met l'Oréal)
- 2003: Overname (nr. 14) van Mövenpick, Powwow en Dreyer's
- 2007: Overname (nr. 15) van Gerber (Amerikaans bedrijf, bijna 80% van de babyvoedingsmarkt in de V.S. in handen)
- 2010: Overname (nr. 16) van Pizza Business van collega Kraft Foods
- 2012: Overname (nr. 17) van Pfizer Nutriton van Pfizer

## Kritiek op Nestlé

### Flessenvoeding
Al sinds eind jaren 1970 kreeg Nestlé veel kritiek voor zijn grootschalige flessenmelkreclames in ontwikkelingslanden. Hierin wordt zogende moeders aangeraden de moedermelk in te ruilen voor de flessen-melkpoeder. Volgens schattingen leidt het niet of te weinig geven van borstvoeding jaarlijks tot de dood van 1,4 miljoen baby's, niet alleen omdat de melkpoeder vaak gemengd wordt met verontreinigd water, maar vooral omdat vrouwen het dure melkpoeder niet kunnen betalen. Wanneer ze echter met flessenmelk beginnen, droogt hun moedermelk op. Deze praktijken leidden op 4 juli 1977 tot een internationale boycot. Uiteindelijk onderschreef Nestlé in 1982 de Wereldgezondheidsorganisatie-code in verband met reclame voor moedermelk-substituten.

## Merken en joint ventures

### Bekendste merken
- Nestlé
- Nescafé
- Nespresso
- Vittel
- Mövenpick
- Maggi
- Nuts
- KitKat
- Smarties
- Lion
- Rolo
- Friskies
- Felix
- Herta

### Alle merken
Koffie
- Nescafé
- Taster’s Choice
- Ricoré
- Ricoffy
- Nespresso
- Bonka
- Zoégas
- Loumidis
- Dolce Gusto
- Starbucks Home

Water
- Nestlé Pure Life
- Nestlé Aquarel
- Perrier
- Vittel
- Contrex
- San Pellegrino
- Acqua Panna
- Levissima
- Vera
- Arrowhead
- Poland Spring
- Deer Park
- Al Manhal
- Ozarka
- Hépar
- Ice Mountain
- Zephyrhills
- San Bernardo
- Quézac

Overige dranken
- Carnation
- Caro
- Libby’s
- Milo
- Nescau
- Nesquik
- Nestea

Gebruiksvoeding
- Nestlé
- Nido
- Nespray
- Ninho
- Carnation
- Milkmaid
- La Lechera
- Moça
- Klim
- Gloria
- Svelty
- Molico
- Nestlé Omega Plus
- Bear Brand
- Coffee-Mate

Chilled
- Nestlé
- Sveltesse
- La Laitière
- La Lechera
- Ski
- Yoco
- Svelty
- Molico
- LC1
- Chiquitin

IJs
- Nestlé
- Frisco
- Motta
- Camy
- Savory
- Peters
- Mövenpick
- Schöller
- Dreyer's
- Oreo
- Häagen-Dazs

Kant- en klarevoeding
- Nestlé
- Nan
- Lactogen
- Beba
- Nestogen
- Cérélac
- Neslac
- Nestum
- Guigoz
- Good Start
- PreNAN
- Alfare
- NanSoy
- FM 85
- NAN HA
- Althera
- Al110
- Modulen

Performance voeding
- PowerBar
- Nesvita
- Neston

Medische voeding
- Nutren
- Peptamen
- Modulen
- Nutren Junior
- Peptamen UTI
- Clinutren 1.5

Specerijen
- Maggi
- Buitoni
- Thomy
- Winiary

Bevroren voeding
- Maggi
- Buitoni
- Stouffer’s
- Lean Cuisine
- Hot Pockets
- Original Wagner

Gekoelde producten
- Nestlé
- Buitoni
- Herta
- Toll House

Chocolade, gebak, snoep en biscuits
- Nestlé
- Crunch
- Chocapic
- Cailler
- Galak/Milkybar
- KitKat
- Quality Street
- Smarties
- Baci
- After Eight
- Baby Ruth
- Butterfinger
- Lion
- Nuts
- Bros
- Polo
- Rolo
- Caramac
- Violet Crumble
- Coffee Crisp (Canada)
- Toll House

Professionele producten
- Chef
- Buitoni
- Maggi
- Davigel
- Minor's
- Santa Rica

Dierenvoeding
- Friskies (genaamd "Bonzo" in Nederland)
- Fancy Feast
- Alpo
- Mighty Dog
- Gourmet
- Mon Petit
- Felix
- Purina
- Dog Chow
- Pro Plan
- ONE
- Beneful
- Tidy Cats
- Cat Chow
- Noblesse
- Tom Poes

#### Overig
Nestlé was groot aandeelhouder in Alcon, een van 's werelds grootste medische bedrijven voor oog en gezicht. Deze aandelen pasten in de strategie van het bedrijf om het voedingsconcern uit te bouwen tot een alomvattende groep. In 2007 werd een deel van het belang verkocht aan Novartis en Novartis kreeg ook het recht de overige aandelen van Nestlé in Alcon op termijn te kopen. Begin 2011 oefende Novartis dit recht uit waarmee het belang van Nestlé in Alcon ten einde kwam.

### Joint ventures
Nestlé heeft een belang van 20,1% in l'Oréal, 's werelds grootste cosmeticabedrijf. The Laboratoires Inneov is een van de joint ventures in voedende cosmetica tussen Nestlé en l'Oréal. Galderma is weer een andere joint venture tussen de beide partijen, deze keer in de dermatologie. Andere joint ventures van Nestlé zijn: Cereal Partners Worldwide, Beverage Partners Worldwide (voorheen CCNR) en Dairy Partners Americas.

## Nestlé in Nederland
Het hoofdkantoor van Nestlé in Nederland is sinds 2013 gevestigd in Amstelveen aan de Stroombaan. In Nederland zijn verder nog een aantal zelfstandige Nestlé ondernemingen actief, zoals de Nestlé Nutrition fabriek en het Nestlé Quality Assurance Center (beide te Nunspeet), Nestlé Health Science (Oosterhout), Nestlé Waters Direct (Zoetermeer), Nespresso (Amstelveen) en Tivall (Zeist).